# William Henry Pope

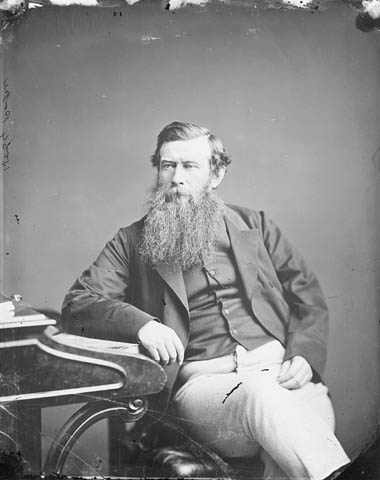
William Henry Pope

William Henry Pope (* 29. Mai 1825 in Bedeque, Prince Edward Island; † 7. Oktober 1879 in St. Eleanors, Prince Edward Island) war ein kanadischer Politiker, Rechtsanwalt und Journalist. Als einer der Väter der Konföderation gehört er zu den Wegbereitern des 1867 gegründeten kanadischen Bundesstaates.

## Biografie
Pope studierte Recht am Inner Temple in London, kehrte nach Prince Edward Island zurück und machte ein Praktikum bei Edward Palmer. 1847 erhielt er die Zulassung als Rechtsanwalt, daneben war er als Grundstücksmakler tätig. Ab 1859 war er Redakteur der konservativen Zeitung The Islander, im selben Jahr kandidierte er bei den Parlamentswahlen. Obwohl er nicht gewählt worden war, berief ihn Premierminister Palmer als Kolonialsekretär ins Kabinett. 1863 siegte Pope schließlich im Wahlbezirk Belfast und behielt unter dem neuen Regierungschef John Hamilton Gray seinen Ministerposten bei.
In Prince Edward Island war Pope einer der wenigen prominenten Politiker, der für die Vereinigung der Kolonien in Britisch-Nordamerika zu einem föderalen Bundesstaat eintrat. Im September bzw. Oktober 1864 nahm er an der Charlottetown-Konferenz und an der Québec-Konferenz teil. Zwar wurde 1865 sein jüngerer Bruder James Colledge Pope Premierminister, doch war er in der Regierung zunehmend isoliert. Als er 1866 mit einer Handelsdelegation in Brasilien weilte, lehnte die Regierung den Beitritt zu Kanada ab. Aus Protest gegen dieses politische Manöver trat er aus der Regierung aus und verzichtete 1867 auf eine Wiederwahl.
Mit Zeitungsartikeln warb Pope weiterhin für einen Beitritt. 1870 wurde er wieder ins Parlament gewählt. Als der Bau der Prince Edward Island Railway die Kolonie 1872 fast in den Ruin trieb, kam es zu einem Meinungsumschwung. Die Regierung war gezwungen, Beitrittsverhandlungen mit der kanadischen Regierung aufzunehmen. Schließlich trat Prince Edward Island im Juli 1873 doch noch bei und die Bundesregierung ernannte Pope zum Bezirksrichter.